# Henry Grimes
Henry Grimes (ur. 3 listopada 1935 w Filadelfii, zm. 15 kwietnia 2020 w Nowym Jorku) – amerykański kontrabasista jazzowy.

## Życiorys
W dzieciństwie grał na skrzypcach, tubie, perkusji i rożku angielskim, będąc nastolatkiem zdecydował się jednak grać na kontrabasie. Studiował w Juilliard School. Pod koniec lat 50. XX wieku Grimes grał m.in. z Theloniousem Monkiem, Gerrym Mulliganem, Sonnym Rollinsem i Bennym Goodmanem. Współpracował również z Charlesem Mingusem. Później zainteresował się free jazzem. Nagrywał i występował z największymi muzykami tego nurtu, m.in. pianistą Cecilem Taylorem, saksofonistą Albertem Aylerem i trębaczem Donem Cherrym. W 1965 nagrał album The Call z klarnecistą Perrym Robinsonem i perkusistą Tomem Price'em, z którymi tworzył trio.
W 1968 Grimes przeprowadził się z Nowego Jorku do Kalifornii i zniknął. Środowisko jazzowe było przekonane, że nie żyje. W 2003 po długich poszukiwaniach odnalazł go Marshall Marrotte, pracownik socjalny i fan jazzu. Grimes żył w nędzy, w jednopokojowym mieszkaniu w Los Angeles, utrzymywał się z prac dorywczych i pisał wiersze. Cierpiał na psychozę maniakalno-depresyjną. Według Marotte’a Grimes nie był świadomy, że wielu spośród jego dawnych przyjaciół od dawna nie żyje (Albert Ayler zmarł w 1970), był również nieświadomy istnienia płyt CD (mimo że jego nagrania były wznawiane w tym formacie). Swój kontrabas sprzedał na początku lat siedemdziesiątych.
Wielu muzyków ofiarowało Grimesowi swoją pomoc. Basista William Parker kupił mu nowy kontrabas (nazwany od swojego charakterystycznego koloru Olive Oil). Grimes wrócił na scenę, debiutując ponownie na prestiżowym nowojorskim Vision Festival. W samym 2003 dał ponad dwadzieścia występów. W listopadzie 2003 wystąpił na płycie trębacza Dennisa Gonzáleza Nile River Suite, co było jego pierwszym nagraniem płytowym po 35-letniej przerwie. W 2005 wszedł w skład zespołu Marca Ribota i nagrał z nim płytę Spiritual Unity zawierającą kompozycje Aylera. W marcu 2007 opublikował swój tom poezji Signs Along the Road (z przedmową Ribota). Mieszkał w Nowym Jorku i regularnie koncertował, był także liderem własnego zespołu Henry Grimes Trio. Zmarł w wieku 84 lat na COVID-19.

## Dyskografia

### Albumy
- 1965: The Call (ESP-Disk)
- 2005: Live at the Kerava Jazz Festival (Ayler Records)
- 2008: Going to the Ritual (with Rashied Ali, Porter Records)
- 2008: Profound Sound Trio:  Opus de Life (with Paul Dunmall and Andrew Cyrille, Porter Records)
- 2009: Solo (ILK Music)
- 2010: Spirits Aloft (with Rashied Ali, Porter Records)
- 2014: The Tone of Wonder (solo, doublebass and violin, Uncool Edition)

### Gościnnie
- Shafi Hadi: Debut Rarities, vol. 3 (Original Jazz Classics)
- Lee Konitz: Tranquility (Verve)
- Gerry Mulligan: The Gerry Mulligan Quartet with Chet Baker (Pacific Jazz), The Gerry Mulligan Songbook (World Pacific), Annie Ross Sings a Song with Mulligan (World Pacific)
- Sonny Rollins: Sonny Rollins and the Big Brass (Metrojazz)
- Lennie Tristano: Continuity (Jazz Records)
- Billy Taylor: Uptown (Riverside), Custom Taylored (Sesac), Warming Up (Riverside)
- Rolf Kühn: Be My Guest (Panorama)
- Mose Allison: I Love the Life I Live (Columbia)
- Carmen Leggio: The Carmen Leggio Group (Jazz Unlimited)
- Gil Evans: Into the Hot (Impulse!)
- Cecil Taylor: Conquistador! (Blue Note), Unit Structures (Blue Note)
- Shirley Scott: Shirley Scott Plays Horace Silver (Prestige)
- Roy Burns: Skin Burns (Roulette)
- Roy Haynes: Out of the Afternoon (Impulse!)
- McCoy Tyner: Reaching Fourth (Impulse!), Priceless Jazz (GRP Records)
- Albert Ayler: Live Greenwich Village Sessions (Impulse!)
- Archie Shepp: Further Fire Music (Impulse!), On This Night (GRP/Impulse!)
- Don Cherry: Complete Communion (Blue Note), Symphony for Improvisers (Blue Note), Where Is Brooklyn? (Blue Note)
- Rashied Ali: Going to the Ritual (JazzNewYork Productions)
- Marc Ribot: Spiritual Unity (Pi)